# Sudamericano Juvenil A de Rugby 2015
El Sudamericano Juvenil A de Rugby del 2015 fue la trigésima edición del torneo desde su comienzo en 1972.
En esta edición que estuvo coorganizada por Sudamérica Rugby y la unión de rugby local se presentaron 4 equipos que disputaron los 6 partidos en el recientemente inaugurado estadio "Héroes de Curupayty".

## Equipos participantes
- Selección juvenil de rugby de Brasil (Tupís M19)
- Selección juvenil de rugby de Chile (Cóndores M19)
- Selección juvenil de rugby de Paraguay (Yacarés M19)
- Selección juvenil de rugby de Uruguay (Teritos M19)

## Posiciones
| Pos. | Equipo   | Encuentros | Encuentros | Encuentros | Encuentros | Tantos  | Tantos    | Tantos     | Puntos |
| Pos. | Equipo   | jugados    | ganados    | empatados  | perdidos   | a favor | en contra | diferencia | Puntos |
| ---- | -------- | ---------- | ---------- | ---------- | ---------- | ------- | --------- | ---------- | ------ |
| 1    | Uruguay  | 3          | 3          | 0          | 0          | 119     | 29        | + 90       | 9      |
| 2    | Chile    | 3          | 2          | 0          | 1          | 79      | 57        | + 22       | 6      |
| 3    | Brasil   | 3          | 1          | 0          | 2          | 47      | 71        | - 24       | 3      |
| 4    | Paraguay | 3          | 0          | 0          | 3          | 18      | 106       | - 88       | 0      |

Nota: Se otorgan 3 puntos al equipo que gane un partido, 1 al que empate y 0 al que pierda
|  | Campeón y clasifica a la CONSUR Cup 2015 y a Zimbabue 2016 |

## Resultados

### Primera fecha[2][3]
| 9 de agosto 15:00 | Chile | 32 - 3  | Brasil | Estadio Héroes de Curupayty, Asunción, Paraguay |                            |
|                   |       | Reporte |        | Árbitro(s): Víctor Silvero                      | Árbitro(s): Víctor Silvero |

| 9 de agosto 17:00 | Uruguay | 44 - 0  | Paraguay | Estadio Héroes de Curupayty, Asunción, Paraguay |                                |
|                   |         | Reporte |          | Árbitro(s): Esteban Filipanics                  | Árbitro(s): Esteban Filipanics |

### Segunda fecha
| 12 de agosto 19:00 | Uruguay | 27 - 12 | Brasil | Estadio Héroes de Curupayty, Asunción, Paraguay |                            |
|                    |         | Reporte |        | Árbitro(s): Víctor Silvero                      | Árbitro(s): Víctor Silvero |

| 12 de agosto 21:00 | Chile | 30 - 6  | Paraguay | Estadio Héroes de Curupayty, Asunción, Paraguay |                               |
|                    |       | Reporte |          | Árbitro(s): Claudio Cativelli                   | Árbitro(s): Claudio Cativelli |

### Tercera fecha
| 15 de agosto 15:00 | Brasil | 32 - 12 | Paraguay | Estadio Héroes de Curupayty, Asunción, Paraguay |                               |
|                    |        | Reporte |          | Árbitro(s): Claudio Cativelli                   | Árbitro(s): Claudio Cativelli |

| 15 de agosto 17:00 | Uruguay | 48 - 17 | Chile | Estadio Héroes de Curupayty, Asunción, Paraguay |                              |
|                    |         | Reporte |       | Árbitro(s): Daniel Schneider                    | Árbitro(s): Daniel Schneider |

| Bandera de Uruguay                          |
| Campeón Sudamericano Juvenil A 2015 Uruguay |
| Tercer título                               |

## Clasificación al Trofeo Mundial
Las 4 selecciones buscaron el cupo para el Trofeo Mundial de Zimbabue 2016 (2ª división) el campeón resultó Uruguay que además clasificó a la Consur Cup Juvenil a un partido único frente a Argentina. Este país ya estaba clasificado para el Campeonato Mundial Juvenil de Inglaterra 2016 (1ª división).

## Sudamérica Rugby Cup Juvenil 2015
La Sudamérica Rugby Cup Juvenil 2015 se disputó el 10 de octubre en Rosario, Argentina. Los locales vencieron a Uruguay por un contundente 78 - 0.
| 10 de octubre 11:30 | Argentina | 78 - 0  | Uruguay | cancha de Universitario de Rosario, Rosario, Argentina |                                 |
|                     |           | Reporte |         | Árbitro(s): Federico Fioravanti                        | Árbitro(s): Federico Fioravanti |

| Bandera de Argentina                                |
| Campeón Sudamérica Rugby Cup Juvenil 2015 Argentina |
| Segundo título                                      |